# Knight Rider (2008)
A NBC anunciou no dia 13 de Dezembro de 2007 o lançamento do primeiro episódio da 1ª temporada da nova série baseada na original dos anos 80 no dia 17 de Fevereiro de 2008 com um novo carro (um Ford Mustang Shelby GT500KR), novos atores e uma participação especial de David Hasselhoff como Michael Knight. O primeiro episódio tem a duração de uma hora e vinte minutos. Justin Bruening é o ator principal na série como Mike Tracer, junto com Sarah Graimman (Deanna Russo).
A audiência em torno do novo episódio foi um grande sucesso, sendo que no dia de exibição nos Estados Unidos, cerca de 12 milhões de televisões estavam sintonizados no episódio. Foi a maior audiência de um filme feito para a TV desde 2005.
Em 4 de março de 2009, é exibido o último episódio da série nova, em junho de 2009, quando os horários da NBC para 2009-2010 foram lançados, não foi incluído Knight Rider, confirmando o cancelamento da série.
No Brasil, a série foi exibida pelo canal por assinatura Warner Channel. O filme piloto foi exibido no Warner Movie no dia 03 de abril de 2009, e a 1ª temporada, com 18 episódios é exibida todos os domingos, às 20hs, desde 05 de abril de 2009.
No dia 29 de agosto de 2009, a série passou a ser exibida na TV aberta brasileira pela rede Record TV, depois da série Xena, a Princesa Guerreira, às 15:45hs. Além de todas as mudanças que a série teve, no Brasil também o seu nome mudou, passando a chamar-se "A Nova Super Máquina". A série reestreou na emissora em 01 de dezembro de 2013, depois do especial A Nova Família Trapo.
Em Portugal, a série estreou no canal Sci Fi como Knight Rider 2008 na televisão paga, onde só os assinantes do Meo tinham acesso a poder ver em Portugal. Mais tarde o canal generalista em sinal aberto TVI passou a transmitir a série, indo para o ar aos sábados às 17hs. Como no Brasil além de todas as mudanças que a série teve, em Portugal o seu nome também mudou, passando a chamar-se "O Novo Justiceiro". Durante o verão de 2012, a série foi transmitida no canal MOV.
Atualmente a serie é exibida pelo canal SyFy todo domingo às 11:00hs, e pela rede Record TV também aos domingos às 23:15hs. O carro continha cinco lugares pois tinha sido criado como o carro especial.[carece de fontes?]

## Elenco
| Ator/Atriz            | Personagem                 | Notas              |
| --------------------- | -------------------------- | ------------------ |
| Justin Bruening       | Mike Traceur               | Protagonista       |
| Val Kilmer            | K.I.T.T.                   | Voz                |
| Deanna Russo          | Sarah Graiman              |                    |
| Paul Campbell         | Billy Morgan               |                    |
| Smith Cho             | Zoe Chae                   |                    |
| Bruce Davison         | Charles Graiman            | 1° ao 12° episódio |
| Sydney Tamiia Poitier | Agente do FBI Carrie Rivai | 1° ao 12° episódio |
| Yancey Arias          | Agente do FBI Alex Torres  | 1° ao 13° episódio |

## Lista de Episódios
| Nº | Título Original                         | Título no Brasil pela Rede Record* |
| -- | --------------------------------------- | ---------------------------------- |
| 00 | Pilot - Knight Rider - The Movie (2008) | Super Máquina - O Filme            |
| 01 | A Knight in Shining Armor               | Cavaleiro encantado                |
| 02 | Journey to the End of the Knight        | Viagem às profundezas da noite     |
| 03 | Knight of the Iguana                    | Noite da Iguana                    |
| 04 | A Hard Day's Knight                     | Um dia daqueles                    |
| 05 | Knight of the Hunter                    | Noite do Caçador                   |
| 06 | Knight of the Living Dead               | Noite dos Mortos-Vivos             |
| 07 | I Wanna Rock & Roll All Knight          | É Rock a noite toda                |
| 08 | Knight of the Zodiac                    | Noite do zodíaco                   |
| 09 | Knight Fever                            | O vírus Arrow                      |
| 10 | Don't Stop the Knight                   | Nada detém o K.I.T.T.              |
| 11 | Day Turns Into Knight                   | Noite vira dia                     |
| 12 | Knight to King's Pawn                   | Retomando K.A.R.R.                 |
| 13 | Exit Light, Enter Knight                | Virando refém                      |
| 14 | Fight Knight                            | Noite da luta                      |
| 15 | Fly By Knight                           | Encenando um acidente              |
| 16 | Knight and the City                     | Voltando para os sonhos            |
| 17 | I Love the Knight Life                  | Eu amo essa vida                   |

## Lançamento em DVD
| Título       | Região 1            | Região 2              | Região 3 (só Taiwan) | Região 4 |
| ------------ | ------------------- | --------------------- | -------------------- | -------- |
| 1ª temporada | 28 de julho de 2009 | 29 de outubro de 2009 | N/A                  | N/A      |